# 卡波·德·拉维拉

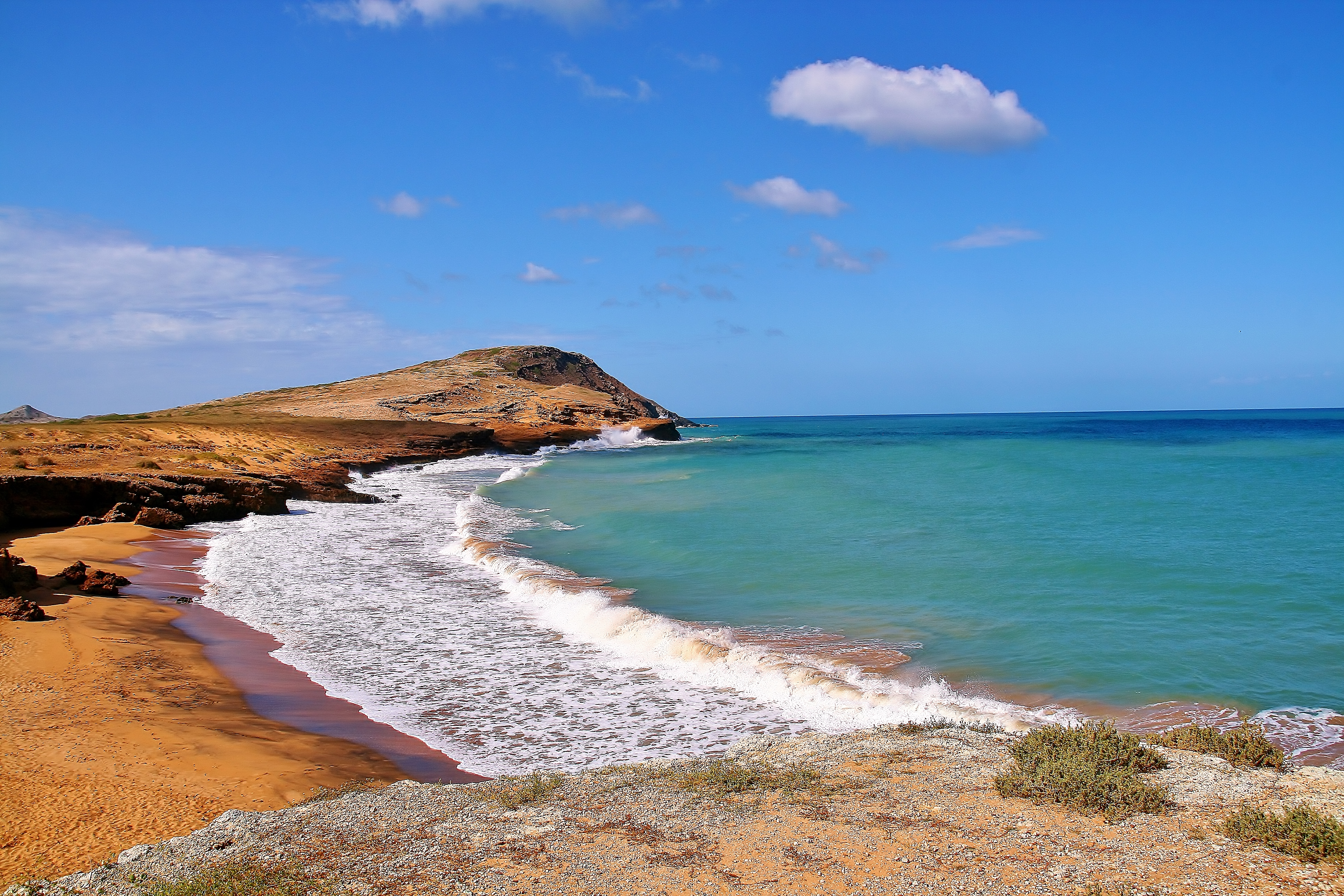
卡波·德拉维拉

卡波·德拉维拉（西班牙語：Cabo de la Vela），西班牙语中意为“航行之角”，是哥伦比亚瓜希拉半岛中的一个海岬，毗邻一个小渔村。它是哥伦比亚加勒比地区的著名生态旅游目的地。

## 历史
西班牙探险家胡安·德拉科萨于1499年在阿隆索·德·奥赫达的第四次航行中发现了这个海角，使得这个地方和帕里亚湾成为南美洲上欧洲人最早到达的地方。它的名称来源于欧洲人看到它的第一视角，当苍白色的海岬和它的曲线型外形从平坦的荒原上出现时，很像西班牙人乘坐的帆船的形状。
该地区的第一个定居点是由尼古劳斯·费德曼建立的。1535年，他在卡波·德·拉维拉附近建立了一个名为“Nuestra Señora Santa María de los Remedios del Cabo de la Vela”的村庄。当地出产珍珠，导致该地时常被原住民瓦尤人和其他西班牙征服者（大多来自邻近的圣玛尔塔和新安达卢西亚）攻击。1544年，这个村庄搬迁到了今天的里奥阿查，由尼古劳斯·费德曼重建。
该地的土著居民是阿拉瓦克人，他们打败了西班牙人，保持了自主独立。他们的后裔瓦尤人至今仍居住在这个地区。卡波·德拉维拉 (瓦尤语中称之为“Jepirra”) 对他们来说是一个神圣的地方，因为他们相信这里是所有逝者的灵魂与祖先一起安息的地方，是来世之门。

## 生态
该地被瓜希拉沙漠包围，有几个潟湖和泥滩，常有美洲红鹳造访这里。